# El Astillero
El Astillero là một đô thị thuộc cộng đồng tự trị Cantabria, Tây Ban Nha.

## Biến động dân số
| 1900  | 1910  | 1920  | 1930  | 1940  | 1950  | 1960  | 1970  | 1980   | 1990   | 2000   | 2005   |
| ----- | ----- | ----- | ----- | ----- | ----- | ----- | ----- | ------ | ------ | ------ | ------ |
| 3.582 | 5.782 | 5.058 | 5.415 | 5.345 | 5.430 | 6.759 | 9.142 | 11.524 | 12.517 | 13.348 | 15.635 |

Fuente: INE

## Các thị trấn
- El Astillero (thủ phủ)
- Guarnizo